# Darren Braithwaite
Darren Braithwaite (* 20. Januar 1969 in London) ist ein ehemaliger britischer Leichtathlet, der sich auf den 100-Meter-Lauf spezialisiert hat.

## Leben
Bei Leichtathletik-Weltmeisterschaften gewann er mit der britischen 4-mal-100-Meter-Staffel sowohl 1991 in Tokio als auch 1997 in Athen die Bronzemedaille. Auch bei den Olympischen Spielen 1996 in Atlanta trat er mit der Staffel an, die allerdings den Finaleinzug verpasste. Im 100-Meter-Lauf erreichte er die Viertelfinalrunde.
Am 3. März 1991 war er Mitglied der britischen Staffel, die in Glasgow einen Hallenweltrekord über die selten gelaufene 4-mal-200-Meter-Distanz aufstellte. Gemeinsam mit Linford Christie, John Regis und Ade Mafe erzielte er eine Zeit von 1:22,11 min.
Außerdem wurde er 1995 über 100 m und 1998 über 60 m in der Halle Meister der Amateur Athletics Association of England.
Darren Braithwaite hatte bei einer Körpergröße von 1,83 m ein Wettkampfgewicht von 71 kg.

## Bestleistungen
- 100 m: 10,19 s, 16. August 1995, Zürich
- 200 m: 20,87 s, 10. August 1995, Göteborg